# Étang de l'Estomac
L’étang de l'Estomac, est une étendue d'eau très chargée en sel, à niveau variable, voisine de la Méditerranée, en bordure de Fos-sur-Mer, de 315 hectares.

## Géographie
Fait partie du site des Étangs entre Istres et Fos, avec l'étang du Pourra, l'étang de Citis, l'étang d'Engrenier, l'étang de Rassuen et l'étang de Lavalduc, des cinq étangs regroupés entre l'étang de Berre et le golfe de Fos en Méditerranée, à proximité de la plaine de La Crau et du Parc naturel régional de Camargue, occupants des dépressions d'origine éolienne.

## Toponymie
Son nom viendrait du latin " stoma limna", signifiant " bouche des marécages" et par contraction ne serait resté que le mot "stoma", ayant donné "estomac".

### Hydrographie
Cet étang est alimenté en eau salé par le canalet, venant de la mer.

### Climat
Cette zone bénéficie d'un climat méditerranéen, avec des hivers relativement doux et des étés chauds et secs. Le Mistral, y souffle parfois très fort en hiver et au printemps. Les précipitations sont identiques à celles d'Istres : 566 mm.

## Occupation humaine de l'étang

### XIXe-XXesiècles
Il a fait l'objet ces dernières années d'un vaste projet d'aménagement. On y trouve aujourd'hui un chemin aménagé avec un accès uniquement pour les vélos, sentiers de randonnées, table d'orientation, aire de jeux pour les enfants.

## Faune et flore de l'étang

### Flore
Parmi les espèces déterminantes du site, les Magnoliophyta ou Angiospermes :
- L'Ail doré, Allium chamaemoly, L.
- La Gagée du Maroc, Gagea mauritanica Durieu
- La Statice dure, Limonium duriusculum
- La Statice de Girard, Limonium girardianum,
- La Statice à épis denses, Limonium densissimum , Pignatti

Les espèces déterminantes de la flore sous-marine sont:
- Chaetomorpha linum
- Acetabularia acetabulum
- characées
- Ruppia cirrhosa
- Zostèra marina
- Zostera noltei

### Faune
Oiseaux
- Plusieurs espèces viennent hiverner sur ses rives, dont différentes espèces de canards :
  - Canard colvert,
  - Fuligule milouin,
  - Foulque macroule 500 individus, furent recensés,
  - Flamant rose qui fut comptabilisé de 900 individus, contre une trentaine pour :
  - le Courlis corlieu,
  - mouettes mélanocéphales, un millier furent comptabilisés sur l'étang,
  - Grand Cormoran, une centaine présents également en dortoir.
  - Grèbe huppé (Linnaeus, 1758), effectif non recensé.
- L'été voit les échassiers prendre possession des lieux :
  - échasse blanche, entre 2 et 20 individus;
  - avocette, entre 2 et 30;
  - Huîtrier pie, entre 2 et 4 individus;
  - Pluvier petit-gravelot,
  - Gravelot à collier interrompu,
  - Chevalier gambette;
  - Sterne pierregarin,
  - Sterne naine, 4 à 20 individus;
  - Tadorne de Belon, entre 2 et 10 individus;
  - Cistude, se nourrissant de micro-crustacés.
  - Les passereaux sont également familiers de l'étang.
  - Blongios nain,
  - Pluvier à collier interrompu, entre 4 et 10 individus
  - Sterne pierregarin ou Hirondelle de mer entre 24 et 200 individus
  - Petit-duc scops, effectif non comptabilisé

Reptiles
- Emys orbicularis, espèce protégée sur l'ensemble du territoire français

Insectes
- cryptocheilus rubellus (Eversmann 1846)

Faune sous-marine
- Asterina gibbosa
- Anguilla anguilla
- Gobius niger
- Anémone soleil (Condylactis aurantiaca)

## Habitat
On trouve dans l'environnement de l'étang des gazons méditerranéens à salicorne ligneuse, les formations annuelles sur laisses de mer, des bosquets d'arbrisseaux à Arthrocnemum et des steppes à Lavande de mer, ensemble d'habitats déterminants. Entre l'étang et les anciennes salines on trouve également des pelouses sèches et quelques rochers.

## Organisation administrative

### Classement
- Réseau Natura 2000
- Zone de Protection Spéciale entre les " Étangs entre Istres et Fos "
- Classé en ZNIEFF 930020194 (Zones Naturelles d'Intérêts Écologique, Faunistique, et Floristique) Étang de l'Estomac - Salins de Fos - La Marronède. Continental de type 2, identifiant régional : 13-128-100